# Uvećanje leće
Uvećanje leće ili povećanje leće m je količnik udaljenosti slike b i predmeta a:
{\displaystyle m=-{\frac {b}{a}}}
minusom se naglašava suprotna orijentacija slike i predmeta (obrnuta slika). Iz gornjeg izraza razabiremo da povećanje ovisi o udaljenosti predmeta od leće. Što je udaljenost predmeta od leće manja, veće je povećanje slike. Međutim, povećanje ovisi također i o žarišnoj daljini. Što je žarišna daljina veća, veća je udaljenost slike, a time je i veće povećanje. Prema tome, leće veće žarišne daljine daju i veće stvarne (realne) slike.

## Jednadžba optičke leće
Jednadžba leće povezuje položaj slike s položajem predmeta u odnosu na leću. U Gaussovoj aproksimaciji jednadžba glasi: 
{\displaystyle {\frac {1}{a}}+{\frac {1}{b}}={\frac {1}{f}}}
gdje su a i b udaljenosti predmeta i slike od središta leće, a f je žarišna daljina leće. Udaljenost predmeta je uvijek pozitivna, a udaljenost slike može biti pozitivna (kad je slika stvarna ili realna) i negativna (kad je slika prividna ili virtualna). Jednadžba leće vrijedi samo za tanke leće (kojima je debljina u usporedbi s promjerom mala) i za zrake svjetlosti koje se prelamaju u neposrednoj blizini optičke osi leće. U realnim se uvjetima pri nastanku slike prolaskom svjetlosti kroz leću pojavljuju aberacije.

### Objašnjenje
Uzmimo debelu bikonveksnu leću kojoj su O1 i O2 središta zakrivljenosti njezinih sfernih ploha, a r1 i r2 polumjeri zakrivljenosti. Iz točkastog izvora B pada zraka svjetlosti na leću u točku A1. Djelić te plohe na koju pada zraka svjetlosti može se smatrati djelićem ravnine koja se podudara s tangencijalnom ravninom na tu plohu. Zraka svjetlosti prolazeći kroz leću lomi se u točki A1 prema okomici O2A1, a u točki A2 od okomice O1A2. Lom se zbiva na isti način kao kad bismo dio leće kod A1 i A2 zamijenili prizmom lomnog kuta ρ. Ako je leća vrlo tanka, onda oba loma možemo spojiti zajedno tako da leću zamijenimo ravninom. U tom slučaju projekcije M1 i M2 točaka A1 i A2 padaju zajedno u točku M. Devijacija zrake, prolazom kroz leću, iznosi: 
{\displaystyle \delta =\alpha _{1}+\alpha _{2}}
Kako zraka prolazi kroz leću kao kroz prizmu, to je iz trokuta O1O2A vanjski kut (lomni kut): 
{\displaystyle \rho =\beta _{1}+\beta _{2}}
a devijacija kroz prizmu:
{\displaystyle \delta =(n-1)\cdot \rho =(n-1)\cdot (\beta _{1}+\beta _{2})}
odnosno:
{\displaystyle \alpha _{1}+\alpha _{2}=(n-1)\cdot (\beta _{1}+\beta _{2})}
Budući da su α1, α2, β1 i β2 vrlo mali kutovi, to možemo uzeti da je:
{\displaystyle \alpha _{1}=\tan \alpha _{1}={\frac {m}{a}}}
{\displaystyle \alpha _{2}=\tan \alpha _{2}={\frac {m}{b}}}
{\displaystyle \beta _{1}=\sin \beta _{1}={\frac {m}{r_{1}}}}
{\displaystyle \beta _{2}=\sin \beta _{2}={\frac {m}{r_{2}}}}
gdje je: a - udaljenost predmeta od leće, b - udaljenost slike od leće. Uvrstimo li ove vrijednosti u gornji izraz, dobivamo:
{\displaystyle {\frac {m}{a}}+{\frac {m}{b}}=(n-1)\cdot ({\frac {m}{r_{1}}}+{\frac {m}{r_{2}}})}
skraćivanjem jednadžbe s m dobivamo:
{\displaystyle {\frac {1}{a}}+{\frac {1}{b}}=(n-1)\cdot ({\frac {1}{r_{1}}}+{\frac {1}{r_{2}}})}
To je jednadžba tanke bikonveksne leće. Ako je a = ∞, to jest izvor svjetlosti nalazi se u neizmjernoj daljini, onda je 1/a = 0, pa je b = f, a gornja jednadžba prelazi u:
{\displaystyle {\frac {1}{f}}=(n-1)\cdot ({\frac {1}{r_{1}}}+{\frac {1}{r_{2}}})}
gdje je:
{\displaystyle {\frac {1}{a}}+{\frac {1}{b}}={\frac {1}{f}}}
Zbroj recipročnih udaljenosti predmeta i slike od leće jednak je recipročnoj vrijednosti žarišne daljine.
Kod simetrične bikonveksne leće r1 = r2 = r, pa njenu žarišnu daljinu dobijemo iz izraza:
{\displaystyle {\frac {1}{f}}=2\cdot {\frac {n-1}{r}}}
Kod plankonveksne leće je r2 = ∞, 1/r2 = 0, pa izlazi, da je:
{\displaystyle {\frac {1}{f}}={\frac {n-1}{r}}}
Konveksne leće imaju pozitivnu, a konkavne negativnu žarišnu daljinu. Jednadžbu konkavne leće dobijemo iz jednadžbe konveksne leće ako uzmemo polumjere zakrivljenosti s negativnim predznacima. Prema tome je jednadžba leće:
{\displaystyle {\frac {1}{a}}={\frac {1}{b}}=(n-1)\cdot (-{\frac {1}{r_{1}}}+{\frac {1}{r_{2}}})}
odnosno:
{\displaystyle {\frac {1}{a}}+{\frac {1}{b}}=-(n-1)\cdot ({\frac {1}{r_{1}}}+{\frac {1}{r_{2}}})=-{\frac {1}{f}}}

### Žarišna daljina
Žarišna daljina, žarišna duljina ili žarišna udaljenost je udaljenost između središta leće i žarišta, ovisi o obliku leće i o tvari od koje je leća napravljena:
{\displaystyle f={\frac {1}{{\frac {n_{2}-n_{1}}{n_{1}}}\cdot ({\frac {1}{r_{1}}}+{\frac {1}{r_{2}}})}}}
gdje su r1 i r2 polumjeri zakrivljenosti leće (negativni ako je površina leće konkavna, beskonačni ako je površina leće ravna), n1 indeks loma optičkoga sredstva u kojem se leća nalazi, n2 indeks loma optičkoga sredstva od kojeg je leća načinjena. Žarišna udaljenost konvergentnih leća je pozitivna, a žarišna udaljenost divergentnih leća je negativna.

### Jakost leće
Jakost leće j je recipročna vrijednost žarišne udaljenosti f: 
{\displaystyle j={\frac {1}{f}}}
Leća to jače lomi zrake što ima manju žarišnu daljinu. Zastarjela mjerna jedinica za jakost leće je 1 dioptrija, a danas je to 1/m ili m-1. Leća ima jakost od 1 dioptrije ako joj je žarišna daljina 1 metar, odnosno broj dioptrija kazuje koliko se puta žarušna daljina nalazi u 1 metar. Sabirne leće imaju jakost označenu s plus, a rastresne s minus. Na primjer ako je žarišna daljina sabirne leće 25 cm = 0,25 m, onda je njena jakost 1/0,25 = + 4 dioptrije. Rastresna leća jakosti - 2 dioptrije ima žarišnu daljinu 1/- 2 = - 0,5 m = - 50 cm, to jest žarište se nalazi 50 cm ispred leće.